# Yangkou, Fujian
Yangkou (kinesiska: 洋口) är en köping i sydöstra Kina. Den ligger i Shunchang härad i staden Nanping i provinsen Fujian, omkring 160 kilometer nordväst om provinshuvudstaden Fuzhou. Antalet invånare är 13 071. Befolkningen består av 6 387 kvinnor och 6 684 män. Barn under 15 år utgör 16,0 %, vuxna 15-64 år 70 %, och äldre över 65 år 13,0 %.